# Сувре, Жан де Куртанво
Жан II де Сувре (фр. Jean II de Souvré; около 1585 — 9 ноября 1656, Париж), маркиз де Куртанво — французский военный и государственный деятель.

## Биография
Сын Жиля де Сувре, маркиза де Куртанво, и Франсуазы де Байёль.
Сеньор де Сувре. Первый дворянин Палаты короля, губернатор Турени, государственный советник, капитан замка Фонтенбло.
31 декабря 1619 пожалован в рыцари орденов короля.
22 декабря 1629 король пожаловал ему пенсион в 6000 ливров.
Был главным лесничим и капитаном охоты в лесу Бьевр, лесов и зарослей Бри, магистр вод и лесов бальяжа Мелён (18.02.1636).

## Семья
Жена: Катрин де Нёвиль, дама де Паси, дочь Шарля де Нёвиля, маркиза де Вильруа и д'Аленкур и Маргерит де Мандело, дамы де Паси
Дети:
- Никола, маркиз де Куртанво. Ум. юным
- Луи (ум. 2.06.1640), сеньор де Сен-Лу, маркиз де Куртанво после смерти старшего брата. Убит при атаке оборонительных линий Арраса
- Шарль (ум. 3.05.1646), сеньор де Ла-Шапель, затем аббат Сен-Кале. После смерти старших братьев и при жизни отца принял титул маркиза де Куртанво. Первый дворянин Палаты короля. Жена (17.05.1645): Маргерит Барантен, дочь Шарля Барантена, сеньора де Вильнё, президента Счетной палаты в Париже, и Мадлен де Керкифинан
- Элеонора (ок. 1620—28.08.1672), аббатиса Сент-Аман-де-Руана (1620)
- Мадлен (ум. 9.09.1691), аббатиса Сент-Аман-де-Руана (1672)

Шарль де Сувре имел единственную законную дочь Анну, маркизу де Куртанво, даму де Паси, родившуюся посмертной 30.11.1646, и вышедшую замуж 19.03.1662 за Франсуа-Мишеля Летелье, маркиза де Лувуа, военного министра. По этому браку земля Сувре и маркизат Куртанво перешли к дому Лувуа.